# Parapercis atlantica
Parapercis atlantica is een straalvinnige vissensoort uit de familie van krokodilvissen (Pinguipedidae). De wetenschappelijke naam van de soort is voor het eerst geldig gepubliceerd in 1887 door Vaillant.
De soort staat op de Rode Lijst van de IUCN als Onzeker, beoordelingsjaar 2009.